# こぼれ砂糖
こぼれ砂糖（こぼれざとう）は、江戸時代の長崎での慣習。荷物などの運搬を担う労働者たちが役得として得た砂糖を指す。

## 背景
江戸時代に貿易都市として栄えた長崎は、輸出入品の荷卸しと船積み、メンテナンスのための唐船の陸地への引き上げ、日本中から集められた各種物産を倉庫に収めるなどの力仕事に、多くの労働力を必要とした。これらの労働に従事する者たちは、その日稼ぎの下層労働者で、そうした者達が長崎には大勢いた。しかし、彼らの生活は不安定で、貿易取引が減少する、または食料の値段が上昇するなどの事態が生ずれば、すぐに生活が成り立たなくなる。そのため、運搬中に箱や袋などからこぼれ落ちた砂糖は労働者の取り分になるという労働慣行上の権利が、長崎の都市下層労働者たちの一種のセーフティネットとして機能した。
18世紀後半には、こぼれ砂糖は長崎住民の生活を維持するために必要なものとなっていた。こぼれ砂糖の取引が行われ、流通経路も確立され、天明3年（1783年）には、こぼれ砂糖を取り扱う仲買商人が82名いた。これらの砂糖は、オランダ商館やオランダ人が長崎の地役人や遊女に贈った砂糖や、隔年交代で長崎警備に従事していた佐賀藩と福岡藩が特権的に買い入れていた砂糖などとともに、長崎周辺から日本国内に流通した。

## オランダ人の反発と規制
しかし、オランダ人たちにとっては、こぼれ砂糖は自分たちの利益を損なうものでしかなかった。
船から砂糖を運び出す際に、労働者たちが「盗みをしている」とオランダ商館長（カピタン）が長崎奉行の久世広民に抗議する事例もあった。それに対して久世は、労働者たちは生活手段の無い貧しい人々であるので、彼らの盗みを制止することはできないと、砂糖の「盗み」を見逃すようオランダ商館側に勧告した。
それに対し、天明4年（1784年）に長崎奉行となった戸田氏孟は、これまでこぼれ砂糖は身分の軽い者の潤いと言われてきたが、それは「異国に対する我が国の恥辱」であり「人の倫理ではない」と断じた。そして、こぼれ砂糖の商人仲間たちに仲間として活動することを禁止し、増量傾向にあったこぼれ砂糖の量を定量化して制限する方策をとった。そして、労働者たちが盗みを働かないように厳重に監視する一方、異国船から彼らの取り分として一定の量の砂糖を提供させて、それを決められた方法で売却し、その利益を等しく配分することにした。
天明4年以降は、労働者の労力に対して、唐人側から砂糖の総量の一割を贈ることとし、これを「一割荷物」と呼んだ。同7年（1787年）からは船一艘につき砂糖1万1000斤に減らしたが、労働者たちからの不満を受けて文政3年（1820年）からは船一艘につき1万5000斤に増量された。これらのこぼれ砂糖は「砂交じり砂糖」として売られた。